# San Isidro de Maino
San Isidro de Maino é um distrito peruano localizado na Província de Chachapoyas, departamento Amazonas. Sua capital é a cidade de Maino.

## Transporte
O distrito de San Isidro de Maino é servido pela seguinte rodovia:
- AM-110, que liga o distrito de Tingo  à cidade de Chachapoyas[2][3][4]